# Songkhla

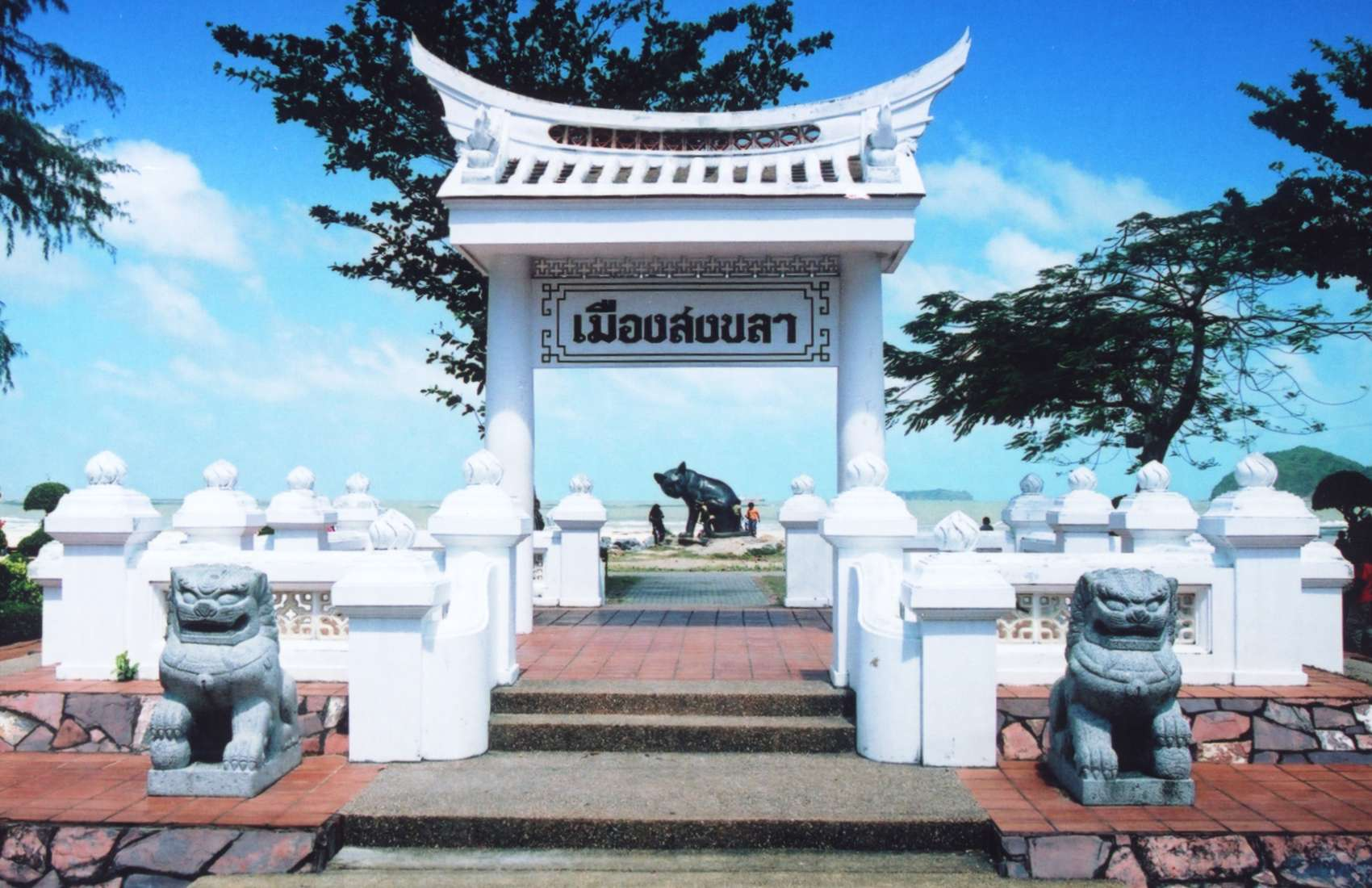
Bãi biển Laem Samila

Songkhla (tiếng Thái: สงขลา) là thành phố phía nam Thái Lan, gần biên giới với Malaysia. Tọa độ 7°12′B 100°35′Đ / 7,2°B 100,583°Đ. Dân số năm 2006 là 75.048 người.
Sử Việt thế kỷ 19 gọi thị trấn này là Sóng Sẻ.
Đây là thành phố lớn thứ 2 tại tỉnh Songkhla, sau Hat Yai. Songkhla là tỉnh lỵ của tỉnh Songkhla và huyện lỵ của huyện Mueang Songkhla (huyện phố Songkhla).
Thành phố tọa lạc tại cửa hồ Songkhla ra vịnh Thái Lan, là một nơi đánh bắt cá và bến cảng quan trọng.
Songkhla đôi khi được gọi là Singgora (thành phố sư tử).
Tháng 12/1941, the Quân đội Đế quốc Nhật Bản đã cập bờ ở đây từ phía tây trong chiến dịch Malayan mà sau đó dẫn đến chiếm đóng Singapore.